# 묵시록의 짐승

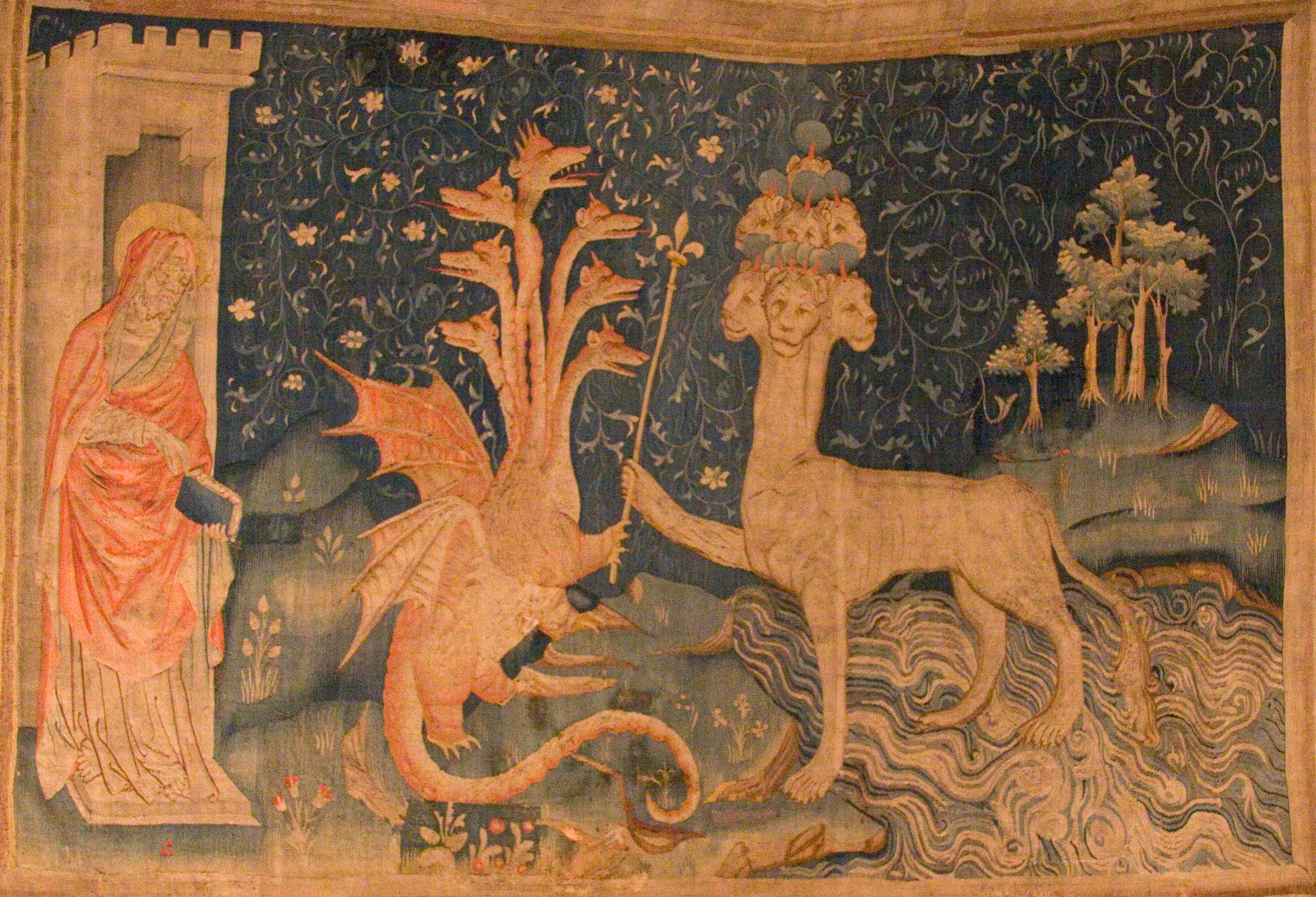
용과 바다의 짐승, 거짓 예언자를 묘사한 중세 태피스트리 그림.

짐승(그리스어: Θηρίον Thērion, 테리온[*], 영어: The Beast)은 요한 묵시록의 저자인 사도 요한이 환시(幻視) 중에 본 바다에서 올라온 짐승을 가리킨다. 짐승에 대한 최초의 언급은 요한 묵시록 11장 7절로 지하에서 올라오는 것으로 나와 있다. 요한 묵시록 13장 1절~10절에 짐승이 본격적으로 모습을 드러내며, 짐승이 나타나게 된 배경에 대한 설명은 요한 묵시록 17장 7절~18절에 나온다. 요한 묵시록에서 짐승은 용과 거짓 예언자와 같이 동맹을 이룬다. 이들 셋의 입에서 나온 마귀들의 영은 히브리어로 하르마게돈이라고 하는 곳으로 온 세계 임금들을 불러 모았다. 기독교 종말론에서는 묵시록의 짐승과 용 그리 거짓 예언자(false prophet, 거짓 선지자) 등을 한데 묶어 불경한 삼위일체(The Unholy Trinity)라고 부른다.

## 묵시록에서의 짐승

### 바다의 짐승
나는 또 바다에서 짐승 하나가 올라오는 것을 보았습니다. 그 짐승은 뿔이 열이고 머리가 일곱이었으며, 열 개의 뿔에는 모두 작은 관을 쓰고 있었고 머리마다 하느님을 모독하는 이름들이 붙어 있었습니다.

내가 본 그 짐승은 표범 같았는데, 발은 곰의 발 같았고 입은 사자의 입 같았습니다. 용이 그 짐승에게 자기 권능과 왕좌와 큰 권한을 주었습니다.

그의 머리 가운데 하나가 상처를 입어 죽은 것 같았지만 그 치명적인 상처가 나았습니다. 그러자 온 땅이 놀라워하며 그 짐승을 따랐습니다.

용이 그 짐승에게 권한을 주었으므로 사람들은 용에게 경배하였습니다. 또 짐승에게도 경배하며, “누가 이 짐승과 같으랴? 누가 이 짐승과 싸울 수 있으랴?” 하고 말하였습니다.

그 짐승에게는 또 큰소리를 치고 하느님을 모독하는 말을 하는 입이 주어졌습니다. 그리고 마흔두 달 동안 활동할 권한이 주어졌습니다.

그래서 그 짐승은 입을 열어 하느님을 모독하였습니다. 그분의 이름과 그분의 거처와 하늘에 거처하는 이들을 모독하였습니다.

그 짐승에게는 또 성도들과 싸워 이기는 것이 허락되었고, 모든 종족과 백성과 언어와 민족을 다스리는 권한이 주어졌습니다.

세상 창조 이래 땅의 주민들 가운데에서, 살해된 어린양의 생명의 책에 이름이 기록되지 않은 자들은 모두 그에게 경배할 것입니다.

### 땅의 짐승
나는 또 땅에서 다른 짐승 하나가 올라오는 것을 보았습니다. 그 짐승은 어린양처럼 뿔이 둘이었는데 용처럼 말을 하였습니다.

그리고 첫째 짐승의 모든 권한을 첫째 짐승이 보는 앞에서 행사하여, 치명상이 나은 그 첫째 짐승에게 온 땅과 땅의 주민들이 경배하게 만들었습니다.

둘째 짐승은 또한 큰 표징들을 일으켰는데, 사람들이 보는 앞에서 불이 하늘에서 땅으로 내려오게도 하였습니다.

이렇게 첫째 짐승이 보는 앞에서 일으키도록 허락된 표징들을 가지고 땅의 주민들을 속였습니다. 그러면서 땅의 주민들에게, 칼을 맞고도 살아난 그 짐승의 상을 세우라고 말하였습니다.

둘째 짐승에게는 첫째 짐승의 상에 숨을 불어넣는 것이 허락되었습니다. 그리하여 그 짐승의 상이 말을 하기도 하고, 자기에게 경배하지 않는 사람은 누구나 죽임을 당하게 할 수도 있었습니다.

또 낮은 사람이나 높은 사람이나, 부자나 가난한 자나, 자유인이나 종이나 할 것 없이 모두 오른손이나 이마에 표를 받게 하였습니다.

## 해석
대다수 성서학자들의 견해에 따라 일반적으로 요한 묵시록에 나오는 첫째 짐승은 로마 제국, 특히 네로 황제와 동일시되고 있다.
사도 요한이 묵시록을 집필했던 당시 로마 황제는 네로였으며, 수에토니우스와 요세푸스가 열거한 황제 가운데 여섯 번째에 해당하는 인물이었다. 앞선 다섯 황제는 율리우스 카이사르, 아우구스투스, 티베리우스, 칼리굴라, 클라우디우스로 요한이 묵시록을 저술했을 당시에는 이미 죽고 난 뒤였다. 그리고 아직 오지 않았지만, 훗날에 황제 자리에 등극하게 되는 갈바는 6개월이라는 짧은 기간 동안 황제 노릇을 하였다(묵시 17,10). 더욱이 고대에 로마는 일곱 언덕의 도시라는 명칭으로 널리 알려졌으며(묵시 13,1; 묵시 17,9) 요한 묵시록은 ‘머지않아’ 일어날 일들에 대한 경고성을 담고 있었다(묵시 1,1).
요한 묵시록 13장 5-8절을 보면 짐승에게는 하느님을 모독하는 말을 하는 입이 주어졌다고 나온다. 네로 황제를 ‘전능한 신’이요 ‘구세주’라고 칭한 비문이 에페소에서 발굴되었다. 요한 묵시록 4장을 보면 짐승은 용으로부터 권한을 받아 사람들이 그에게 경배하게 된다고 나온다. 네로와 칼리굴라는 생전에 신이라는 영예로운 칭호로 불리기를 명했던 로마 황제들로서 황제 숭배 정책을 추진하였다. 특히 네로는 스스로 태양의 신 아폴로라고 주장하였다.
요한 묵시록 13장은 “지각이 있는 사람은 그 짐승을 숫자로 풀이해 보십시오. 어떤 사람을 가리키는 숫자입니다. 그 숫자는 육백육십육입니다.”(묵시 13,18)라는 말로 끝을 맺는다. 요한 묵시록은 1세기경(서기 64년 말엽)이 사람들을 대상으로 쓴 것이기 때문에, 묵시록의 저자인 요한은 지각이 있는 독자라면 묵시록의 짐승이 무엇을 가리키는 것인지 금방 알아챌 것이라고 예상했다. 왜냐하면 그 당시 사람들은 이러한 암호의 의미 정도는 간단히 파악할 수 있었기 때문이었다. ‘네론 카이사르’(그리스어 번역으로 고고학적 발견으로 문서화된 것)를 히브리어로 번역하면 ‘נרון קסר (Nrwn Qsr)’가 되는데, 이를 풀이하면 666이라는 숫자가 나온다. 몇몇 그리스어 번역본에는 666 대신 616이라는 숫자가 발견되는데, 이는 라틴어 네로 카이사르에 근거를 둔 대체어인 히브리어 철자 ‘נרו קסר (Nrw Qsr)’를 가리키는 것으로 추정된다.
한편, 교황 인노첸시오 3세 등 중세 시대 일부 그리스도인들은 이슬람교의 예언자 무함마드를 묵시록의 짐승과 동일시하기도 하였다. 피오레의 요아킴 등의 또 다른 중세 시대 그리스도인들은 사라센과 대립교황을 짐승과 동일시하였다.

## 같이 보기
- 베헤모스